# François Roch Ledru des Essarts
Pour les articles homonymes, voir Ledru.
François Roch Ledru des Essarts, né à Chantenay le 16 août 1765 et mort le 23 avril 1844 dans sa propriété de Champrosay, est un général français de la Révolution et de l'Empire.

## Biographie
Son père était notaire. Il étudie sous les Oratoriens et entre au service comme volontaire en 1792. Capitaine à Lille au moment du bombardement, il fait la première campagne de Hollande, combat à Hondschoote le 8 septembre 1793 et à Wattignies le 16 octobre suivant. Nommé chef de bataillon, il se trouve en ligne devant Charleroi et au siège de Maestricht, au blocus de Mayence, au passage du Tagliamento et à la prise de la forteresse de Gradisca en 1797.
Après le traité de Campo-Formio, il fait avec le 55e de ligne, sous Championnet, la campagne des Abruzzes. Il commande ce régiment à la prise de Modène, à la bataille de la Trébia, où il est blessé et nommé colonel. Après s'être partout distingué dans la campagne suivante sous Masséna, il conduit son régiment à Flessingue que les Anglais menacent, puis au camp de Boulogne où il reçoit la croix d'officier de la Légion d'honneur des mains de l'Empereur.
À Austerlitz le 55e fermant la gauche du 4e Corps avec le 43e régiment d'infanterie de ligne sous la conduite de l'intrépide colonel, fait des prodiges de valeur et s'empare de 14 bouches à feu et d'un grand nombre de prisonniers. Il est vrai qu'il a 300 hommes hors de combat. Le colonel Ledru est promu au grade de général de brigade le 24 décembre 1805.
Le 6 février 1807 le général Ledru des Essarts soutient près de Hoff un combat meurtrier contre un régiment d'infanterie russe et de nombreux escadrons, repousse six charges de cavalerie, prend quatre bouches à feu, et a deux chevaux tués sous lui. Le 8 février a lieu la bataille d'Eylau ; le général Ledru y est grièvement blessé et porté hors du champ de bataille comme mort. On sait que le maréchal Ney, prévenu trop tard, ne peut prendre part à la bataille.
Le 10 juin suivant dans les environs d'Heilsberg, le général Ledru reçoit l'ordre de faire former en carré par régiment, l'artillerie au centre, sa brigade qui fait partie du corps de Soult, pour la faire manœuvrer et marcher en avant, enveloppée comme elle l'est de masses compactes de cavalerie russe. Les choses ont pris une telle tournure que les maréchaux Soult et Masséna, le général en chef Lasalle, les généraux de division Espagne, Belliard, les généraux de brigade et plus de cent officiers d'état-major de tous grades, se trouvent heureux de chercher un refuge au milieu de ce petit carré.
Pendant la campagne de 1809, le général Ledru commande la brigade d'avant-garde du corps de Masséna, passe la Traun au pont d'Ebersberg le 3 mai, sous le feu soutenu des Autrichiens, et après un combat sanglant force le château à se rendre et ouvre ainsi le passage aux Français. Il combat pendant deux jours à Gross-Aspern les 21 et 22 mai, et il est grièvement blessé au passage du Danube, par une balle qui lui traverse le cou le 30 juin 1809. remplacé par Stabenrath le 1er juillet, il commande la 1re brigade de la division Legrand au camp de Saint-Omer le 18 janvier 1810.
Le général Ledru reçoit le 31 juillet 1811 le brevet de général de division et le commandement de la 1re division du corps de Ney, qui part pour la campagne de Russie. Le 2 août il s'empare de Krasnoï ; il prend une part glorieuse à la bataille de la Moskowa, où les Russes ont 30 généraux hors de combat et perdent 37 000 hommes, et assiste à tous les combats que l'arrière-garde française à soutenir depuis Moscou jusqu'à la Vistule.
En 1813 il fait partie du 11e Corps et prend part aux batailles de Bautzen, Wurzen et Leipzig. À la bataille de Hanau il doit combattre un corps bavarois et le rejeter hors d'un grand bois dont il intercepte le passage. Sa conduite pendant la campagne de 1814 n'est pas moins glorieuse où il participe notamment aux batailles de Claye, de Villeparisis et de Paris.
Après la Restauration, le général Ledru est fait chevalier de Saint-Louis et grand officier de la Légion d'honneur. En 1815 il reçoit un commandement dans l'armée des Alpes sous les ordres de Suchet.
En 1817 il est chargé d'organiser trois régiments suisses que la France vient de prendre à sa solde. En 1819 il est chargé du commandement de la 7e division à Grenoble, puis employé dans l'inspection générale de l'infanterie et a été nommé Pair de France après la révolution de Juillet 1830 le 4 septembre 1835 et admis à la retraite.
Son nom est inscrit au côté Sud de l'arc de triomphe de l'Étoile.
Les papiers personnels de François Roch Ledru des Essarts sont conservés aux Archives nationales sous la cote 123AP.

## Décorations
- Légion d'honneur[3] :
  - Légionnaire le 11 décembre 1803, puis,
  - Officier le 14 juin 1804, puis,
  - Commandant le 11 juillet 1807, puis,
  - Grand officier le 29 juillet 1814, puis,
  - Grand-croix de la Légion d'honneur le 3 novembre 1827.

## Armoiries
| Figure | Blasonnement |
| ------ | --- |
|        | Armes de la famille Ledru des Essarts D'argent, à trois lions léopardés de gueules, l'un sur l'autre. |
|        | Armes du baron Ledru des Essarts et de l'Empire Coupé : le premier parti d'azur à trois étoiles d'argent, posées en barre, et de gueules au signe des barons tirés de l'armée ; le deuxième d'argent au chevron de gueules accompagné en chef à dextre d'une tête de lévrier contournée de sable ; à sénestre d'un cor de chasse de même et en pointe d'une grenade de gueules ; pour livrées : les couleurs de l'écu.. |